# احمد دوغان
احمد دوغان (بلغاری: Ахмед Демир Доган؛ زاده ۲۹ مارس ۱۹۵۴) یک سیاست‌مدار اهل بلغارستان است.